# Grzegorz Śliwa
Grzegorz Śliwa (ur. 29 kwietnia 1894 w Chorzowie Starym, zm. 4 kwietnia 1977 w Chorzowie) – polski polityk śląskiej chadecji, poseł na Sejm Śląski I kadencji w II RP.

## Życiorys
Urodził się 29 kwietnia 1894 w Chorzowie (obecnie Chorzów Stary, dzielnica Chorzowa) w rodzinie hutnika. Wraz z rodzicami mieszkał początkowo w Chorzowie przy ul. Bożogrobców, następnie przeprowadził się do Królewskiej Huty (obecnie Chorzów). 
W lutym 1918 w składzie gniazda (koła) Towarzystwa Gimnastycznego "Sokół" w Królewskiej Hucie.
W latach 1920–1921, w związku z plebiscytem na Górnym Śląsku mąż zaufania Powiatowego Komitetu Plebiscytowego w Królewskiej Hucie.
Urzędnik Polskich Kopalń Skarbowych, a następnie, od lat dwudziestych wieloletni pracownik polsko-francuskiej spółki akcyjnej Skarboferm, prowadzącej wydobycie z pól górniczych kopalń "Król", 'Piast", "Święty Jacek", "Święta Barbara" oraz "Wyzwolenie".
Działacz Chrześcijańskiej Demokracji. W listopadzie 1926 roku wybrany radnym Rady Miejskiej Królewskiej Huty (obecnie Chorzów) z listy Polskiego Zjednoczenia Stronnictw Chrześcijańskich.
W sierpniu 1927, po śmierci Janiny Omańkowskiej, objął jej mandat posła na Sejm Śląski I kadencji.
Pracował jako prokurent w Komunalnej Kasie Oszczędności, w słynnym wówczas "drapaczu chmur" w Chorzowie.
Po wybuchu II wojny światowej, ewakuowany wraz z rodziną na wschodnie tereny Polski; powrócił do Chorzowa wiosną 1940 roku. Wraz z rodziną zamieszkał u swych rodziców w Chorzowie Starym. Wkrótce jednak został wywieziony na roboty przymusowe do Niemiec.
Po wojnie powrócił do Chorzowa, ponownie podjął pracę w Komunalnej Kasie Oszczędności w Chorzowie.
Aktywny działacz katolicki, przez wiele lat nosił szkaplerz, inicjator Krucjaty Trzeźwości w parafii pw. św. Barbary oraz Caritas w parafii pw. św. Antoniego.
Zmarł 4 kwietnia 1977 roku w Chorzowie, pochowany na cmentarzu parafii pw. św. Jadwigi w Chorzowie.